# Křešín (kraj Wysoczyna)
Křešín – gmina w Czechach, w powiecie Pelhřimov, w kraju Wysoczyna.
1 stycznia 2017 gminę zamieszkiwało 140 osób, a ich średni wiek wynosił 47,5 roku.